# Achaearanea longiducta
Achaearanea longiducta är en spindelart som beskrevs av Zhu 1998. Achaearanea longiducta ingår i släktet Achaearanea och familjen klotspindlar. Inga underarter finns listade i Catalogue of Life.